# Barbara Bonić
Barbara Bonić (serbisch-kyrillisch Барбара Бонић; * 4. Juni 1992 in Solothurn) ist eine serbische Tennisspielerin.

## Karriere
Mit dem Tennisspielen begann Barbara Bonić bereits als Fünfjährige. Sie trainierte in der Tennis-Akademie von Nick Bollettieri und spielte 2006 ihr erstes ITF-Turnier, 2008 wurde sie Profispielerin. Bislang gewann sie drei Einzel- und 12 Doppeltitel auf dem ITF Women’s Circuit.
2010 spielte sie die Qualifikation für das WTA-Turnier in Dubai, scheiterte aber bereits in der ersten Runde mit 1:6, 3:6 an Wesna Manassijewa.
Ihr bislang letztes internationale Turnier spielte Bonić im Oktober 2020. Sie wird daher nicht mehr in der Weltrangliste geführt.

## Turniersiege

### Einzel
| Nr. | Datum              | Turnier           | Kategorie   | Belag     | Finalgegnerin        | Ergebnis      |
| --- | ------------------ | ----------------- | ----------- | --------- | -------------------- | ------------- |
| 1.  | 26. Mai 2013       | Scharm El-Scheich | ITF $10.000 | Hartplatz | Anastasia Kharchenko | 6:3, 6:1      |
| 2.  | 30. Juni 2013      | Huzhu             | ITF $25.000 | Sand      | Chan Chin-wei        | 6:2, 6:4      |
| 3.  | 30. September 2018 | Monastir          | ITF $15.000 | Hartplatz | Chiraz Bechri        | 4:6, 6:1, 6:3 |

### Doppel
| Nr. | Datum              | Turnier             | Kategorie   | Belag     | Partnerin                | Finalgegnerinnen                    | Ergebnis         |
| --- | ------------------ | ------------------- | ----------- | --------- | ------------------------ | ----------------------------------- | ---------------- |
| 1.  | 8. Mai 2010        | Wiesbaden           | ITF $10.000 | Sand      | Nataša Zorić             | Quirine Lemoine Marlot Meddens      | 6:2, 6:2         |
| 2.  | 9. Juni 2012       | Sarajevo            | ITF $10.000 | Sand      | Neda Koprčina            | Dagmara Bašková Tereza Malíková     | 2:6, 7:5, [10:8] |
| 3.  | 23. Juni 2012      | Scharm asch-Schaich | ITF $10.000 | Hartplatz | Sabrina Bamburac         | Polina Monowa Jekaterina Jaschina   | 6:4, 7:60        |
| 4.  | 16. Dezember 2013  | Mérida              | ITF $25.000 | Hartplatz | Hilda Melander           | Dia Ewtimowa Chieh-Yu Hsu           | 6:3, 7:5         |
| 5.  | 20. September 2014 | Tlemcen             | ITF $10.000 | Sand      | Margarita Lasarewa       | Tamara Čurović Naomi Totka          | 6:2, 6:2         |
| 6.  | 29. Juli 2016      | Palic               | ITF $10.000 | Sand      | Dia Ewtimowa             | Petra Krejsová Nina Potočnik        | 6:3, 6:3         |
| 7.  | 19. November 2016  | Scharm asch-Schaich | ITF $10.000 | Hartplatz | Julia Wachaczyk          | Elena-Teodora Cadar Britt Geukens   | 7:5, 4:6, [10:6] |
| 8.  | 26. November 2016  | Scharm asch-Schaich | ITF $10.000 | Hartplatz | Anhelina Schachrajtschuk | Elena-Teodora Cadar Brenda Njuki    | 2:6, 6:2, [10:4] |
| 9.  | 3. Dezember 2016   | Kairo               | ITF $10.000 | Sand      | Jelena Stojanovic        | Suzy Larkin Veronica Miroshnichenko | 6:1, 6:4         |
| 10. | 13. Juli 2018      | Prokuplje           | ITF $15.000 | Sand      | Jelena Stojanovic        | Ola Abou Zekry Joanna Zawadzka      | 6:2, 6:1         |
| 11. | 29. September 2018 | Monastir            | ITF $15.000 | Hartplatz | Chiraz Bechri            | Nadia Echeverría Alam Anna Popescu  | 6:4, 6:4         |
| 12. | 13. Oktober 2018   | Scharm asch-Schaich | ITF $15.000 | Hartplatz | Jelena Stojanovic        | Ola Abou Zekry Elena-Teodora Cadar  | 6:4, 6:1         |